# Joakim Hillding
Joakim Hillding, född 30 maj 1988 i Ängelholm, är en svensk professionell ishockeyspelare som för närvarande spelar för Troja-Ljungby.

## Karriär
Hillding inledde sin aktiva hockeykarriär i Rögle BK. Säsongen 2006/2007 gick han över till HV71 där han spelade mestadels i klubbens herrjuniorlag i J20 SuperElit. Han spelade dock fyra elitseriematcher för klubbens A-lag under säsongen 2007/2008. Han lämnade HV71 samma säsong för att spela i det norska ishockeylaget Stjernen i Norges högsta division, Get-ligaen.
Inför säsongen 2008/2009 återvände han till Sverige där han värvades av Division 1 laget Tingsryds AIF. Han gjorde totalt två säsonger i klubben och svarade för 90 poäng på 72 spelade matcher. Säsongen 2010/2011 gick han över till Växjö Lakers i HockeyAllsvenskan, för vilka han gjorde stor succé då han var en stor bidragande orsak till klubbens avancemang till Elitserien säsongen 2011/2012. Hillding gjorde sammanlagt 38 poäng (varav 21 mål) under grundserien samt 8 poäng på 10 matcher under Kvalserien. 
Inför säsongen 2011/2012 skrev Hillding på ett tvåårskontrakt med elitserieklubben Färjestad BK.